# Nervio cutáneo femoral posterior
El nervio cutáneo femoral posterior es una rama del plexo sacro, que provee la información sensitiva de la piel de la cara posterior del muslo y pierna, así como del cráneo plexo.

## Anatomía
El nervio cutáneo femoral posterior proviene de las divisiones dorsales de los primeros dos nervios sacros (S1-S2), y de las divisiones ventrales de los nervios sacros segundo y tercero (S2-S3), y entra a la región glútea por el agujero ciático mayor, por debajo del músculo piriforme, medial al nervio ciático. Desciende por profundo al glúteo mayor, y entra en la parte posterior del muslo.
Da lugar a varios ramos glúteos, que se disponen alrededor del borde inferior del glúteo mayor para inervar la piel del pliegue glúteo.  También emite hacia medial un ramo perineal, el que aporta inervación al perineo y a la piel del escroto o labios mayores. El tronco principal va hacia inferior aportando ramas que inervan la piel del muslo y la pierna.

Esquema de la inervación del miembro inferior.